# Air Jibe
Die Air Jibe (auch Volcan) ist ein Manöver beim Windsurfen. Sie stellt die Grundlage für viele weitere Freestyle-Manöver dar. Es handelt sich hierbei um eine gesprungene 180°-Drehung.

## Technik
Die Air Jibe wird auf Halbwindkurs eingeleitet. Mit ausgehängtem Trapez und dichtgehaltenem Segel wird der Absprung vorbereitet.
In der Flugphase wird das Brett mit dem hinteren Fuß möglichst weit durch den Wind gedreht. Wichtig hierbei ist die neutrale Lage des Körperschwerpunktes über dem Brett sowie eine aktive Kopfsteuerung (Blickrichtung über die hintere Schulter). Die Segeltechnik spielt bei der Air Jibe eine beachtliche Rolle. Sofort nach dem Absprung wird das Segel geschiftet, d. h. der Gabelbaum auf der anderen Seite gegriffen. Um dieses Manöver zu landen, muss in der Luft keine komplette 180°-Drehung vollzogen werden, dies ist aber der optimale Fall. Das Körpergewicht wird in Richtung Bug geneigt und der Mastfuß belastet, was eine Rückwärtsfahrt hervorruft.
Zur Weiterfahrt in die neue Richtung, wird das Segel wieder dichtgeholt, das Gewicht Richtung Heck und Luv verlagert und letztlich noch die Fußstellung gewechselt.